# Liburnija (Schiff)
Die Liburnija war ein Fährschiff der kroatischen Reederei Jadrolinija, das 1965 in Dienst gestellt wurde und auch für Kreuzfahrten eingesetzt werden konnte. Das Schiff erreichte eine Lebensdauer von fünfzig Jahren und wurde 2015 in der Türkei abgewrackt.

## Geschichte
Die Liburnija wurde unter der Baunummer 582 bei De Merwede in Hardinxveld-Giessendam gebaut und am 16. März 1965 vom Stapel gelassen. Am 2. Juli 1965 wurde sie ihrem Eigner Jadrolinija übergeben und im August 1965 im Fährbetrieb zwischen Jugoslawien, Griechenland und Italien in Dienst gestellt. Das Schiff konnte bis zu 700 Passagiere sowie 110 PKW befördern. Da es mit Kabinen für insgesamt 182 Passagiere ausgestattet war, konnte es außerdem für Kreuzfahrten eingesetzt werden.

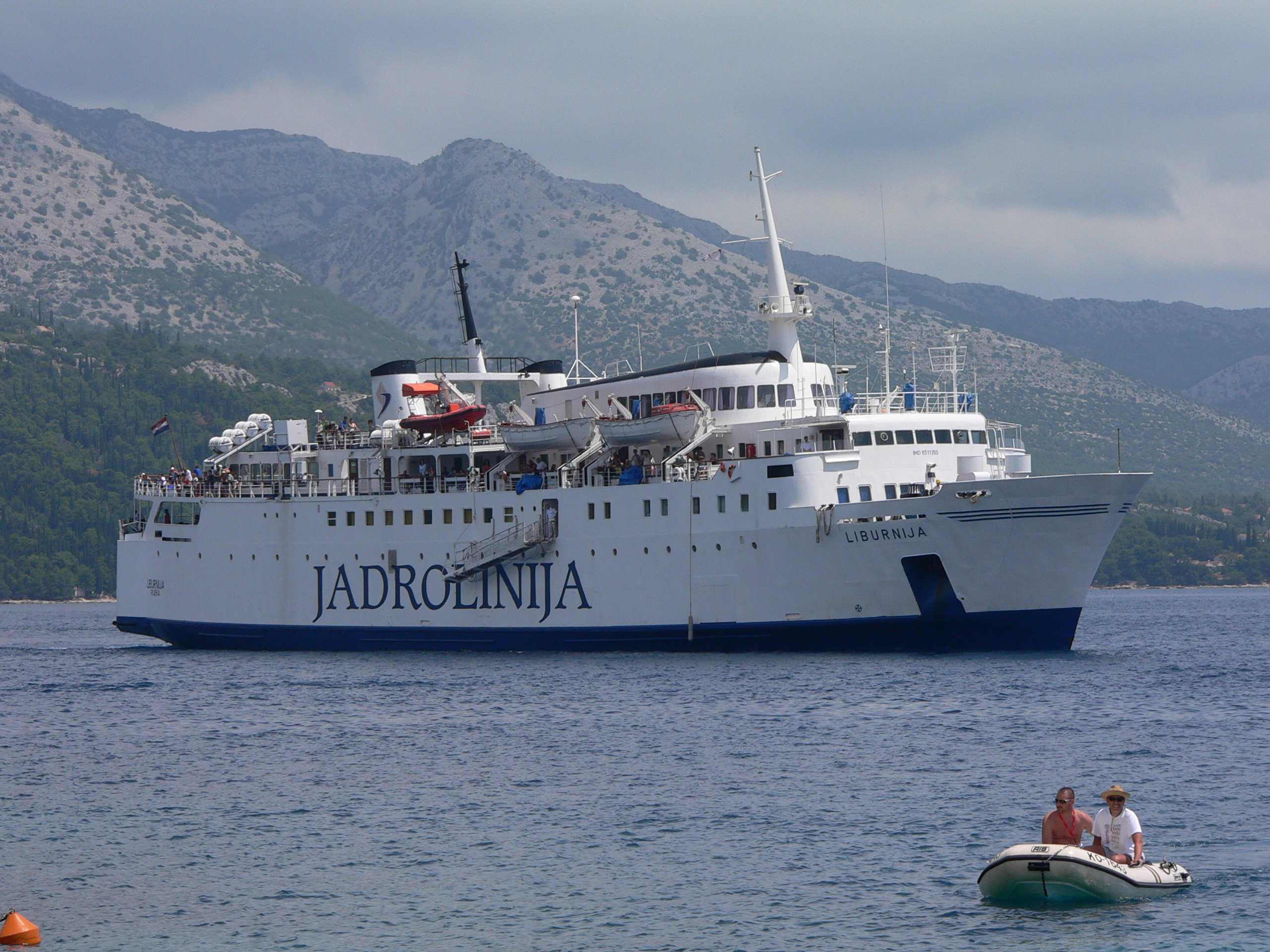
Die Liburnija vor Korčula, Juli 2005

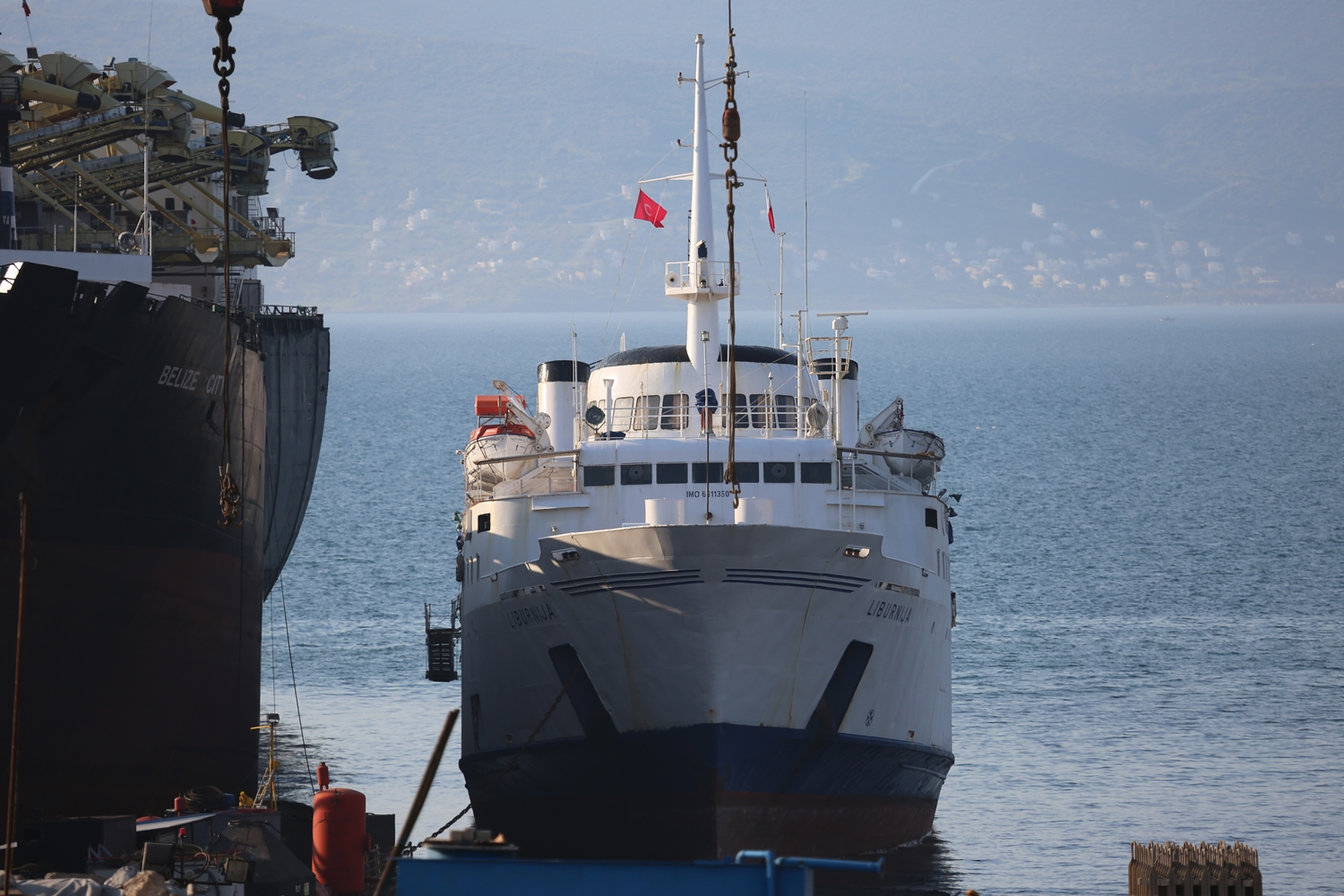
Die Liburnija in der Abwrackwerft von Aliağa, April 2015

Im November 1971 unternahm die Liburnija eine Kreuzfahrt nach Südamerika, die das Schiff von Las Palmas de Gran Canaria aus nach Guyana, Chile, Ecuador, Honduras, Mexiko und Jamaika führte. 1972 kehrte es wieder in den normalen Liniendienst zurück.
In den 1980er Jahren verkehrte die Liburnija regelmäßig im Liniendienst entlang der gesamten jugoslawischen Adriaküste. Die Linie führte von Rijeka im Norden über Split und Korčula nach Dubrovnik im Süden.
Im Dezember 1991 führte die Liburnija den Libertas 2 Konvoi an: während der Belagerung von Dubrovnik versorgten zivile Schiffe die Bevölkerung und in der Stadt ausharrende Flüchtlinge mit Nahrungsmitteln.
Vom 28. Dezember 2002 bis 1. Januar 2003 wurde die Liburnija für eine Silvesterkreuzfahrt von Rijeka nach Dubrovnik genutzt. 2005 wechselte das Schiff auf die Strecke von Split nach Vis. In den folgenden Jahren wurde die Liburnija auf verschiedenen Routen vor der Küste Kroatiens eingesetzt, ehe sie im September 2012 in Mali Lošinj aufgelegt wurde.
Im Mai 2013 kehrte das Schiff in den Liniendienst zurück und wurde auf der Strecke von Rijeka über Split, Stari Grad, Korčula und Sobra nach Dubrovnik eingesetzt, auf der es schon ein Jahr vor seiner kurzzeitigen Außerdienststellung im Einsatz war.
Im März 2015 wurde die Liburnija nach fast fünfzig Dienstjahren ausgemustert und zum Abbruch in die Türkei verkauft. Am 6. April 2015 traf das Schiff in der Abwrackwerft in Aliağa ein, wo es in den folgenden Wochen zerlegt wurde.